# حبيل السوق (الضالع)
حبيل السوق هي إحدى قرى الجمهورية اليمنية. تتبع جغرافيا لمحافظة الضالع و إداريًا لمديرية الضالع. يبلغ تعداد سكانها 1242 نسمة حسب الإحصاء الذي أجري عام 2004.